# Вебер, Люсилль
Люсилль Вебер (нем. Lucille Weber, в девичестве — Опиц (нем. Opitz), род. 24 ноября 1977, Берлин) — немецкая конькобежка. Олимпийская чемпионка 2006 года, 2-кратная бронзовый призёр чемпионата мира, 17-кратная призёр чемпионата Германии.

## Биография
Люсилль Вебер начала заниматься конькобежным спортом в возрасте 12 лет в клубе "Berliner TSC". Её первая медаль состоялась в 1990 году на детско-юношеской спартакиаде в Берлине, где она заняла 2-е место в мини-многоборье. В 1992 и 1993 годах она занимала 2-е место на юниорском чемпионате Германии в сумме многоборья, а в 1994 году завоевала "золото". В 1997 году дебютировала на юниорском чемпионате мира. 
С 2000 по 2002 год Опиц занимала 4-е место в многоборье на чемпионате страны. В сезоне 2000/01 стала 2-й на чемпионате Германии на дистанции 5000 м и дебютировала на Кубке мира, а через год участвовала впервые на чемпионате мира в классическом многоборье в Херенвене, где заняла 17-е место. В 2003 году она стала трижды призёром чемпионата Германии на отдельных дистанциях.
В 2004 году Опиц заняла 3-е место в многоборье на национальном чемпионате и дебютировала на чемпионате Европы в Херенвене, заняв там 7-е место в сумме многоборья. На чемпионате мира в Хамаре заняла 18-е место в многоборье. В январе 2006 года на чемпионате Европы в Хамаре поднялась на 7-е место многоборья.
В 2006 году на зимних Олимпийских играх в Турине стала Олимпийской чемпионкой в командной гонке преследования. На дистанции 1500 м заняла 30-е место и на 5000 м стала 14-й. Следом на чемпионате мира в Калгари заняла 17-е место в многоборье. В сезоне 2006/07 Опиц впервые выиграла "золото" на этапе Кубка мира в Эрфурте в командной гонке.
На чемпионате мира в классическом многоборье в Херенвене она стала 15-й. В марте 2007 года Опиц вместе с Клаудией Пехштайн и Даниелой Аншюц-Томс завоевала бронзовую медаль на чемпионате мира на отдельных дистанциях в Солт-Лейк-Сити в командной гонке.
В 2008 году Опиц вновь выиграла бронзовую медаль в командной гонке на чемпионате мира на отдельных дистанциях в Нагано. В сезоне 2008/09 заняла 11-е место в многоборье второй год подряд на чемпионате Европы в Херенвене, в феврале на чемпионате мира в Хамаре заняла 17-е место в сумме многоборья. После выхода замуж в 2009 году взяла фамилию мужа - Вебер.
В следующем сезоне 2009/10 "новоиспечённая" Вебер участвовала на внутренних соревнованиях и заняла 3-е место в забеге на 3000 м на чемпионате Германии.
В ноябре 2013 года Вебер получила рваную рану на лодыжке во время тестовых соревнований и пропустила чемпионат Германии.

## Личная жизнь
Люсилль в марте 2009 года вышла замуж за Герда Вебера, с которым встречалась около 9-ти лет.